# BM-40A-reactor

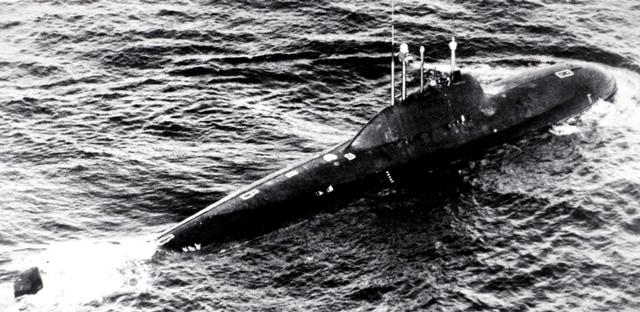
De kernonderzeeërs van de Alfa-klasse hadden een romp van titanium om het gewicht van de loodgekoelde reactor te compenseren.

De BM-40A-reactor was een loodgekoelde reactor die van 1968 tot 1997 de vier kernonderzeeërs aandreef van de Alfa-klasse van de Sovjet-Unie die gebouwd waren op de scheepswerf te Leningrad.
De reactor had twee koelkringen. Het koelmiddel was een eutecticum van lood en bismut met smeltpunt 124°C en kookpunt 1679°C. De koelkring moest dus altijd boven 124°C blijven opdat hij niet zou stollen. Twee kernonderzeeërs zijn onbruikbaar geworden door stolling, respectievelijk in 1972 en 1982.
De reactor leverde 155 megawatt thermisch vermogen. De splijtstof was verrijkt uranium van 90%. Rond de reactorkern zat een laag beryllium om neutronen te remmen. De regelstaven waren van borium en europium. De reactor was ontwikkeld door OKB Gidropress, deel van Rosatom.